# Charles Duncombe (1er baron Feversham)
Charles Duncombe, 1er baron Feversham (5 décembre 1764 - 16 juillet 1841), est un homme politique britannique.

## Biographie
Feversham est le fils aîné de Charles Slingsby Duncombe de Duncombe Park et fait ses études à Harrow School (1799).
Il est nommé haut shérif du Yorkshire en 1790. Il est élu à la Chambre des communes pour Shaftesbury en 1790, siège qu'il occupe jusqu'en 1796, puis représente Aldborough de 1796 à 1806, Heytesbury de 1812 à 1816 et Newport, île de Wight de 1818 à 1826. Cependant, il n'occupe jamais de poste ministériel. Le 14 juillet 1826, il est élevé à la pairie sous le nom de baron Feversham, de Duncombe Park dans le Yorkshire.

## Mariage et enfants
Lord Feversham épouse Charlotte Legge, fille de William Legge (2e comte de Dartmouth), en 1795. Ils ont huit enfants ensemble:
- Frances Duncombe (née le 30 mai 1803, décédée le 15 juin 1881)
- Louisa Duncombe (née le 16 novembre 1807, décédée le 18 novembre 1852)
- Charles Duncombe (né vers 1795, mort en 1819)
- William Duncombe (2e baron Feversham) (né le 14 janvier 1798, décédé le 11 février 1867)
- Henry Duncombe (né le 25 août 1800, décédé le 1er octobre 1832)
- Arthur Duncombe (amiral) (né le 24 mars 1806, décédé le 6 février 1889)
- Augustus Duncombe, (né le 2 novembre 1814, décédé le 26 janvier 1880), doyen d'York 1858-1880.
- Octavius Duncombe (né le 8 avril 1817, décédé le 3 décembre 1879)

Feversham meurt en juillet 1841, à l'âge de 76 ans, et son fils William lui succède dans la baronnie. Ses fils cadets Arthur et Octavius sont tous deux des personnalités politiques du parti conservateur qui siègent au Parlement. Lady Feversham est décédée en 1848.